# Kingsbury (Londres)
Pour les articles homonymes, voir Kingsbury.
Kingsbury est un quartier du borough londonien de Brent, dans le nord-ouest de Londres.
Il est desservi par la station du métro de Londres homonyme.